# Kaishan, Guangxi
Kaishan (kinesiska: 开山镇, 开山) är en köping i Kina. Den ligger i den autonoma regionen Guangxi, i den södra delen av landet, omkring 410 kilometer nordost om regionhuvudstaden Nanning. Antalet invånare är 11962. Befolkningen består av 5 893 kvinnor och 6 069 män. Barn under 15 år utgör 27,0 %, vuxna 15-64 år 62 %, och äldre över 65 år 10,0 %.
Genomsnittlig årsnederbörd är 2 143 millimeter. Den regnigaste månaden är juni, med i genomsnitt 327 mm nederbörd, och den torraste är oktober, med 46 mm nederbörd.